# If Madonna Calls
Singles de Junior Vasquez
Lift Me Up
(1995) Ab Fab (I Am Thin and Gorgeous)
(1996)
If Madonna Calls est une chanson du DJ et producteur américain Junior Vasquez, sortie en tant que single le 7 juin 1996 sous le label Groovilicious Records. La chanson comprend un extrait de la chanteuse américaine Madonna enregistrée sur le répondeur de Vasquez. Le titre est composé après que Madonna manque de se présenter à l'une des représentations de Vasquez à la dernière minute. La chanteuse n'a jamais approuvé le titre et mis fin à sa relation professionnelle avec Vasquez. La chanson reçoit des critiques positives de la part de la presse et atteint la seconde place du Hot Dance Club Songs aux États-Unis ainsi que la 24e place du UK Singles Chart.

## Genèse

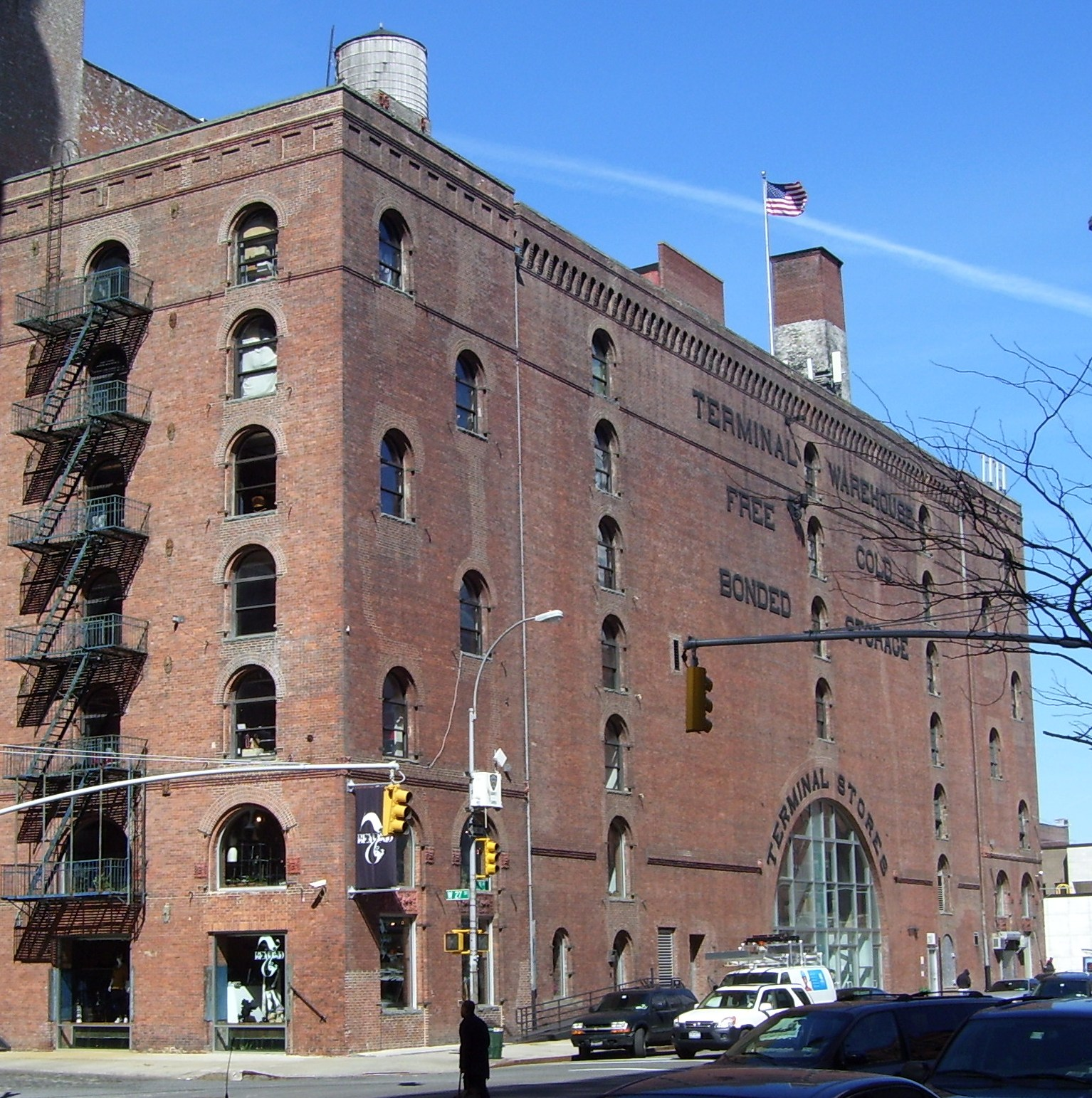
C'est en ayant pas pu se rendre à l'une des performances de Vasquez tenue au club new-yorkais intitulé Tunnel (photo), que Madonna a incité Vasquez à créer If Madonna Calls.

Junior Vasquez rencontre Madonna au Sound Factory Bar de New York, une boîte de nuit dans lequel il se rend régulièrement. La chanteuse se lie d'amitié avec le producteur qui l'initie à la vogue et s'inspire ensuite de ce style de danse pour composer son single Vogue sorti 1990. Par la suite, Vasquez remixe plusieurs chansons issues de l'album Bedtime Stories de Madonna sorti en 1994, en plus de composer de nombreux inédits.
Vasquez qualifie If Madonna Calls de « bitch track », expliquant qu'il s'agit « simplement de reines qui lisent des reines ». Le titre est enregistré au studio Lectrolux et comprend des extraits vocaux de la chanteuse enregistrés sur le répondeur de Vasquez,. La boucle vocale issue du répondeur répète les phrases « Are you there? » (Es-tu là ?) et « Call me in Miami » (Appelle-moi à Miami) tandis que le chanteur Franklin Fuentes prête sa voix au single et improvise des réponses comme « Tell her I'm not here » (Dis-lui que je ne suis pas là). Fred Jorio assiste Vasquez dans l’enregistrement du titre, ainsi que dans la programmation et de l'ingénierie de ce dernier. Les ingénieurs du son Don Grossinger et Greg Vaughn travaillent également sur la chanson. Tom Moulton a fait le mastering audio et le montage de la chanson, avec Michael McDavid en tant que producteur exécutif. David K. Kessler conçoit la pochette du CD single.
If Madonna Calls sort en single le 7 juin 1996 sous le label Groovilicious Records aux États-Unis et dix jours plus tard au Royaume-Uni. Le 21 septembre 2010, Vasquez publie quatre autres remixes du titre après avoir fait équipe avec le duo de producteurs allemands Fisher & Fiebak. La chanson aurait été produite après que Madonna n'eut pas été présente lors de l’une des représentations de Vasquez qui se tenait au dernier moment dans la discothèque Tunnel à New York[réf. nécessaire]. Bien que cela n’ait jamais été confirmé, Madonna n'a pas approuvé l'action de Vasquez, mettant fin à leur relation professionnelle dans de mauvaises conditions. Les chances de réconciliation sont impossibles selon la publiciste de longue date de Madonna Liz Rosenberg, qui, dans une histoire de nouvelles Juin 2003 à New York, dit : « Je peux vous assurer que Madonna ne travaillera jamais de nouveau avec Junior. » Cependant, Vasquez travailla plus tard pour Madonna et remixera son single Hollywood en 2003 pour un spectacle de Versace à Milan. Il essaye également de vendre des copies de son remix du single de Madonna Die Another Day en 2002, mais est arrêté par les représentants légaux de la chanteuse.

## Accueil
Pour Georges-Claude Guilbert, auteur de Madonna as Postmodern Myth, la chanteuse occupe une « position privilégiée » sur la piste. En plus de la voix de la chanteuse, la voix de Franklin Fuentes intervient de manière ludique et chantée sur le single. Guilbert suppose que, précédemment, lorsque les artistes utilisaient des échantillons de musique, ils choisissaient des personnalités connues telles que Winston Churchill, Sean Connery ou Peter Sellers pour figurer dans leur chanson. Ainsi, en suivant ce schéma, utiliser la voix de Madonna comme échantillon dans If Madonna Calls est alors une indication de la popularité croissante de la chanteuse.
L'auteur John Walton Cotman explique dans son livre Cuban Transitions at the Millennium que de nombreux habitants de Miami affirmeraient qu'ils étaient en contact étroit avec Madonna. Il pensait que la chanson se moquait d'eux, la voix principale du titre renvoyant Madonna à la recherche de Vasquez. Larry Flick de Billboard, donne un retour positif au titre, qu’il qualifie de « sortie d'Electronic dance music prévue » la plus attendue du moment et qu'il décrit comme « irrésistible ». De plus, Flick recommande la production de Vasquez, ainsi que les remixes accompagnant la piste originale, et souhaite que le label publie une version éditée pour les programmeurs radio.
If Madonna Calls réussi aux États-Unis à culminer à la deuxième place du Billboard Dance Club Songs, le 8 août 1996, tout en restant présent sur le classement pendant un total de 13 semaines. Le titre atteint également la 8e place du classement Dance Singles Sales. Au Canada, la chanson culmine en septième position du classement RPM Dance/Urban Singles. Au Royaume-Uni, la chanson débute à la 24e position du UK Singles Chart et reste présent dans le classement pendant deux semaines.

## Versions
| 1. | If Madonna Calls (X-Beat radio edit)         | 4:07 |
| 2. | If Madonna Calls (JR's House Mix radio edit) | 4:11 |
| 3. | If Madonna Calls (X-Beat Mix)                | 8:50 |
| 4. | If Madonna Calls (Tribal Break)              | 4:45 |
| 5. | If Madonna Calls (JR's House Mix)            | 8:40 |

| 1. | If Madonna Calls (JR's House Mix - Eat Me Edit) | 3:25 |
| 2. | If Madonna Calls (X-Beat Radio Edit)            | 3:26 |
| 3. | If Madonna Calls (X-Beat Mix)                   | 8:50 |
| 4. | If Madonna Calls (JR's House Mix)               | 8:40 |
| 5. | If Madonna Calls (Tribal Break)                 | 4:52 |
| 6. | If Madonna Calls (Lectro Dub)                   | 8:55 |

| 1. | If Madonna Calls (X-Beat Mix)          | 8:51 |
| 2. | If Madonna Calls (JR's House Mix)      | 8:40 |
| 3. | If Madonna Calls (Lectro Dub)          | 8:56 |
| 4. | If Madonna Calls (Tribal Break)        | 4:50 |
| 5. | If Madonna Calls (X-Beat Instrumental) | 8:48 |
| 6. | If Madonna Calls (JR's House Beats)    | 4:05 |

## Crédits
- Junior Vasquez – songwriter, production, recording
- Fred Jorio – recording, programming, sound engineering
- Don Grossinger – engineering
- Greg Vaughn – engineering
- Michael McDavid – executive production
- Tom Moulton – mastering, editing
- Franklin Fuentes – vocals
- Kelly Bienvenue – vocals
- David K. Kessler – cover art design

Crédits issus du single CD-Maxi.

## Classements hebdomadaires
| Classement (1996)              | Meilleure position |
| ------------------------------ | ------------------ |
| Canada (Dance/Urban)           | 7                  |
| États-Unis (Dance Club Songs)  | 2                  |
| États-Unis (Hot Singles Sales) | 8                  |
| Royaume-Uni (UK Dance Chart)   | 5                  |
| Royaume-Uni (UK Singles Chart) | 24                 |